# Dennis Brinkmann
Dennis Brinkmann (* 22. November 1978 in Essen) ist ein ehemaliger deutscher Fußballspieler und heutiger -trainer. Der Mittelfeldspieler agierte meist im defensiven Mittelfeld.

## Karriere
In der Jugend spielte Brinkmann bei verschiedenen Vereinen im Ruhrgebiet. Sein erster Verein im Herrenbereich war Borussia Dortmund, wo er 1998/99 in der zweiten Mannschaft spielte.
Von 1998 bis 2003 stand Brinkmann bei Rot-Weiss Essen unter Vertrag, wo er in der Ober- und Regionalliga spielte. Nachdem Essen 2003 den Aufstieg in die 2. Bundesliga nur knapp verpasst hatte, wechselte Brinkmann zu dem Zweitligisten Alemannia Aachen.
Dort sah er sich zunächst nur als „Alternative“, doch in seiner ersten Zweitliga-Saison gelang ihm bald der Sprung in die Stammelf der stark aufspielenden Alemannia, die erst durch eine Niederlage am letzten Spieltag um einen Punkt den Aufstieg in die erste Bundesliga verpasste. Gemeinsam mit Spielern wie Frank Paulus und Emmanuel Krontiris stand Brinkmann für die sogenannte „neue Alemannia“  und erzielte in 29 Meisterschaftsspielen vier Ligatore. Außerdem erreichte der Verein in derselben Saison das Finale im DFB-Pokal, unterlag aber Werder Bremen mit 2:3. Für Aachen bestritt Brinkmann insgesamt 54 Zweitligaspiele und spielte sieben Partien im UEFA-Pokal 2004/05. Er war dank seiner Flexibilität eine feste Größe in der Abwehr der Alemannia. Der angestrebte Aufstieg in die 1. Bundesliga gelang seinem Verein in dieser Zeit nicht.
Im Jahr 2005 wechselte Brinkmann zum Zweitligaaufsteiger Eintracht Braunschweig, da er sich dort bessere Aussichten auf regelmäßige Einsätze versprach. Er entwickelte sich in der Spielzeit 2005/06 schnell zu einem Leistungsträger der Löwen und bestritt bis Februar 2006 16 Ligaspiele, als er wegen eines Achillessehnenriss operiert werden musste und für den Rest der Saison ausfiel.
Zu Beginn der Saison 2006/07 kam er wieder zu Einsätzen, konnte jedoch den Abstieg der Eintracht nicht verhindern. Brinkmann verlängerte im Mai 2007 bei Eintracht Braunschweig bis 2009. In der Saison 2007/08 der Regionalliga Nord war Dennis Brinkmann der Mannschaftskapitän der Braunschweiger Eintracht.
Zur Saison 2010/11 wechselte Brinkmann innerhalb der Liga zur TuS Koblenz. Beim Absteiger aus der 2. Bundesliga sollte er helfen eine junge, neue Mannschaft zu führen. Trainer Petrik Sander ernannte ihn zum Kapitän. Brinkmann erhielt in Koblenz einen Vertrag bis 2012, aufgrund des Rückzugs der TuS Koblenz aus der 3. Liga wechselte er allerdings zur Saison 2011/12 erneut und unterschrieb einen Vertrag beim Wuppertaler SV Borussia. Am 27. Mai 2012 verkündete Brinkmann sein Karriereende, aufgrund Sportinvalidität.
Zwei Jahre später reaktivierte ihn der Mülheimer Bezirksliga-Aufsteiger DJK Blau Weiß Mintard.

Seit 2015 spielt er in Essen in der Kreisliga A für die ESG 99/06.

## Trainerlaufbahn
Schon während seiner Zeit als Spieler absolvierte Brinkmann erste Trainerprüfungen. Nach seinem Karriereende engagierte er sich zunächst ehrenamtlich bei der ESG 99/06 Essen im Jugendbereich. Zur Saison 2013/14 unterschrieb er schließlich einen Vertrag als Co-Trainer der zweiten Mannschaft des VfL Bochum in der Fußball-Regionalliga West. Ab 2015 trainierte er die A-Jugend des Wuppertaler SV in der A-Junioren-Bundesliga.
Im Sommer 2018 wurde Brinkmann Trainer des FC Gütersloh. Am 26. Februar 2019 trat er zurück, nachdem seine Mannschaft nur 14 Punkte aus 18 Meisterschaftsspielen gewinnen konnte. Zur Saison 2019/20 übernimmt er das Traineramt bei dem Essener Oberligisten FC Kray.

## Privates
Nach dem Abitur schloss er zunächst die Ausbildung zum Groß- und Außenhandelskaufmann und später das Sportmanagement Studium mit einem Bachelor erfolgreich ab. Dennis Brinkmanns Zwillingsbruder Tim Brinkmann spielte von 2000 bis 2014 in der Fußball-Oberliga Westfalen beim FC Gütersloh 2000 und war dort Mannschaftskapitän. Seit Juli 2014 trainiert Tim Brinkmann den Bezirksligisten Viktoria Rietberg.

## Erfolge
- 2. Platz im DFB-Pokal 2004
- Aufstieg in die Regionalliga West/Südwest mit Rot-Weiss Essen 1999